# UCI Women’s World Tour 2025
UCI Women’s World Tour 2025 – 10. edycja cyklu wyścigów kolarskich UCI Women’s World Tour.
W kalendarzu 10. edycji cyklu UCI Women’s World Tour znalazło się początkowo 28 wyścigów (14 jednodniowych i 14 wieloetapowych) rozgrywanych między 17 stycznia a 19 października 2025.

## Kalendarz
Opracowano na podstawie:
| UCI Women’s World Tour 2025 | UCI Women’s World Tour 2025  | UCI Women’s World Tour 2025              | UCI Women’s World Tour 2025 | UCI Women’s World Tour 2025          | UCI Women’s World Tour 2025                | UCI Women’s World Tour 2025                         | UCI Women’s World Tour 2025 |
| Data                        | Państwo                      | Wyścig                                   | Kat.                        | Zwyciężczyni                         | Drugie miejsce                             | Trzecie miejsce                                     |                             |
| --------------------------- | ---------------------------- | ---------------------------------------- | --------------------------- | ------------------------------------ | ------------------------------------------ | --------------------------------------------------- | --------------------------- |
| 17 – 19 stycznia 2025       | Australia                    | Women's Tour Down Under                  | 2.WWT                       | Noemi Rüegg (EF Education-Oatly)     | Silke Smulders (Liv AlUla Jayco)           | Mie Bjørndal Ottestad (Uno-X Mobility)              |                             |
| 1 lut                       | Australia                    | Cadel Evans Great Ocean Road Race Women  | 1.WWT                       | Ally Wollaston (FDJ-Suez)            | Karlijn Swinkels (UAE Team ADQ)            | Noemi Rüegg (EF Education-Oatly)                    |                             |
| 6 – 9 lutego 2025           | Zjednoczone Emiraty Arabskie | UAE Tour Women                           | 2.WWT                       | Elisa Longo Borghini (UAE Team ADQ)  | Silvia Persico (UAE Team ADQ)              | Kimberley Le Court (AG Insurance-Soudal Team)       |                             |
| 1 mar                       | Belgia                       | Omloop Het Nieuwsblad – women's race     | 1.WWT                       | Lotte Claes (Arkéa-B&B Hotels Women) | Aurela Nerlo (Winspace Orange Seal)        | Demi Vollering (FDJ-Suez)                           |                             |
| 8 mar                       | Włochy                       | Strade Bianche Donne                     | 1.WWT                       | Demi Vollering (FDJ-Suez)            | Anna van der Breggen (SD Worx-Protime)     | Pauline Ferrand-Prévot (Team Visma \| Lease a Bike) |                             |
| 16 mar                      | Włochy                       | Trofeo Alfredo Binda-Comune di Cittiglio | 1.WWT                       | Elisa Balsamo (Lidl-Trek)            | Blanka Kata Vas (SD Worx-Protime)          | Cat Ferguson (Movistar Team)                        |                             |
| 22 mar                      | Włochy                       | Sanremo Women                            | 1.WWT                       | Lorena Wiebes (SD Worx-Protime)      | Marianne Vos (Team Visma \| Lease a Bike)  | Noemi Rüegg (EF Education-Oatly)                    |                             |
| 27 mar                      | Belgia                       | Classic Brugge-De Panne                  | 1.WWT                       | Lorena Wiebes (SD Worx-Protime)      | Chiara Consonni (Canyon//SRAM zondacrypto) | Elisa Balsamo (Lidl-Trek)                           |                             |
| 30 mar                      | Belgia                       | Gandawa-Wevelgem                         | 1.WWT                       |                                      |                                            |                                                     |                             |
| 6 kwi                       | Belgia                       | Ronde van Vlaanderen voor Vrouwen        | 1.WWT                       |                                      |                                            |                                                     |                             |
| 12 kwi                      | Francja                      | Paryż-Roubaix Femmes                     | 1.WWT                       |                                      |                                            |                                                     |                             |
| 20 kwi                      | Holandia                     | Amstel Gold Race                         | 1.WWT                       |                                      |                                            |                                                     |                             |
| 23 kwi                      | Belgia                       | La Flèche Wallonne Féminine              | 1.WWT                       |                                      |                                            |                                                     |                             |
| 27 kwi                      | Belgia                       | Liège-Bastogne-Liège Femmes              | 1.WWT                       |                                      |                                            |                                                     |                             |
| 4 – 10 maja 2025            | Hiszpania                    | La Vuelta Femenina                       | 2.WWT                       |                                      |                                            |                                                     |                             |
| 16 – 18 maja 2025           | Hiszpania                    | Itzulia Women                            | 2.WWT                       |                                      |                                            |                                                     |                             |
| 22 – 25 maja 2025           | Hiszpania                    | Vuelta a Burgos Féminas                  | 2.WWT                       |                                      |                                            |                                                     |                             |
| 5 – 8 czerwca 2025          | Wielka Brytania              | Tour of Britain Women                    | 2.WWT                       |                                      |                                            |                                                     |                             |
| 12 – 15 czerwca 2025        | Szwajcaria                   | Tour de Suisse Women                     | 2.WWT                       |                                      |                                            |                                                     |                             |
| 21 cze                      | Dania                        | Copenhagen Sprint (women)                | 1.WWT                       |                                      |                                            |                                                     |                             |
| 6 – 13 lipca 2025           | Włochy                       | Giro d'Italia Women                      | 2.WWT                       |                                      |                                            |                                                     |                             |
| 26 lipca – 3 sierpnia 2025  | Francja                      | Tour de France Femmes                    | 2.WWT                       |                                      |                                            |                                                     |                             |
| 15 – 17 sierpnia 2025       | Szwajcaria                   | Tour de Romandie Féminin                 | 2.WWT                       |                                      |                                            |                                                     |                             |
| 19 – 24 sierpnia 2025       | Norwegia                     | Tour of Scandinavia                      | 2.WWT                       | odwołany                             |                                            |                                                     |                             |
| 30 sie                      | Francja                      | Classic Lorient Agglomération            | 1.WWT                       |                                      |                                            |                                                     |                             |
| 7 – 12 października 2025    | Holandia                     | Holland Ladies Tour                      | 2.WWT                       |                                      |                                            |                                                     |                             |
| 14 – 16 października 2025   | Chiny                        | Tour of Chongming Island                 | 2.WWT                       |                                      |                                            |                                                     |                             |
| 19 paź                      | Chiny                        | Tour of Guangxi Women                    | 1.WWT                       |                                      |                                            |                                                     |                             |

## Zespoły
W sezonie 2025 w dywizji UCI Women’s WorldTeam znalazło się 15 zespołów:
| translation for headoftableIII_translate index 58 not found (15)- AG Insurance-Soudal Team - Canyon//SRAM zondacrypto - Ceratizit Pro Cycling Team - FDJ-Suez - Fenix-Deceuninck - Human Powered Health - Lidl-Trek - Liv AlUla Jayco - Movistar Team - Team Picnic PostNL - Roland - Team SD Worx-Protime - Team Visma \| Lease a Bike - UAE Team ADQ - Uno-X Mobility |
| |